# Liste der Kulturdenkmale in Hamfelde (Stormarn)
In der Liste der Kulturdenkmale in Hamfelde sind alle Kulturdenkmale der schleswig-holsteinischen Gemeinde Hamfelde (Kreis Stormarn) und ihrer Ortsteile aufgelistet (Stand: 10. März 2025).

## Legende
In den Spalten befinden sich folgende Informationen:
- Objekt-ID: die Nummer des Kulturdenkmales
- Lage: die Adresse des Kulturdenkmales und die geographischen Koordinaten. Kartenansicht, um Koordinaten zu setzen. In der Kartenansicht sind Kulturdenkmale ohne Koordinaten mit einem roten Marker dargestellt und können in der Karte gesetzt werden. Kulturdenkmale ohne Bild sind mit einem blauen Marker gekennzeichnet, Kulturdenkmale mit Bild mit einem grünen Marker.
- Offizielle Bezeichnung: Bezeichnung des Kulturdenkmales
- Beschreibung: die Beschreibung des Kulturdenkmales
- Bild: ein Bild des Kulturdenkmales

## Bauliche Anlagen
| Objekt-ID      | Lage                                          | Offizielle Bezeichnung             | Beschreibung | Bild            |
| -------------- | --------------------------------------------- | ---------------------------------- | --- | --------------- |
| 6458 Wikidata  | Bullenberg (53° 36′ 25″ N, 10° 28′ 8″ O)      | Pflasterstraße durch die Hahnheide | Alteintragung (Aktualisierung vorgesehen) - Begründung: geschichtlich, Kulturlandschaft prägend - Schutzumfang: gesamtes Objekt - Denkmaltyp: Bauliche Anlage | Fotos hochladen |
| 9185 Wikidata  | Schulstraße 27 (53° 36′ 15″ N, 10° 27′ 22″ O) | Kate                               | Kate; um 1840 als Wohnhaus eines Tischlers errichtet, um 1910 teilweise Umgestaltung; eingeschossiger, traufständiger Fachwerkbau mit Backsteinausfachung unter reetgedecktem Halbwalmdach; Gartenpavillon - Begründung: geschichtlich, städtebaulich, Kulturlandschaft prägend - Schutzumfang: Kate, Gartenpavillon - Denkmaltyp: Bauliche Anlage | BW              |
| 13539 Wikidata | Schulstraße 41 (53° 36′ 30″ N, 10° 27′ 42″ O) | Wohnhaus (Hahnheiderhof)           | Das zweigeschossige Wohnhaus aus Rotstein trägt über dem rechteckigen Grundriss ein Vollwalmdach mit Zwerchgiebeln in den Schmalseiten. Das Portal der Eingangsloggia mit eingezogenem halbrunden Giebel liegt auf der Westseite. Die Südfassade ist von rustizierten Kolossallisenen in sechs Achsen gegliedert, die Seitenachsen mit eingeschossigen polygonalen Standerkern unter Altanen. Die mittleren vier Fenster im Erdgeschoss sind bekrönt von Dreipassbögen mit wappenartigen Schmuckrelieffs, im Dach erfolgt der Abschluss durch vier Halbrundgauben. Die auswärts schlagenden, versprossten Holzfenster haben überwiegend liegende Glasformate. Alteintragung (Aktualisierung vorgesehen) - Begründung: geschichtlich, künstlerisch, Kulturlandschaft prägend - Schutzumfang: Wohnhaus, Ahornallee - Denkmaltyp: Bauliche Anlage | BW              |
| 13540 Wikidata | Schulstraße 41 (53° 36′ 31″ N, 10° 27′ 43″ O) | Nebengebäude                       | Das eingeschossige Nebengebäude wurde als Gesindewohnhaus mit Garagen und Werkstatt in einer dem Haupthaus angepassten Architektur ebenfalls unter einem Walmdach erbaut. An der Südseite erfolgten Umbauten zur Nutzung als Wintergarten. Alteintragung (Aktualisierung vorgesehen) - Begründung: geschichtlich, Kulturlandschaft prägend - Schutzumfang: Alteintragung (Aktualisierung vorgesehen) - Denkmaltyp: Bauliche Anlage | BW              |